# エーガー川
エーガー川（エーガーがわ）、またはエーゲル川（エーゲルがわ、Eger、チェコ名:オージェ川またはオフジェ川 Ohře）は、ドイツのバイエルン州とチェコとを流れる川。エルベ川左岸の支流である。フィヒテル山地のシュネーベルク北斜面から湧出し、プラハの北約50kmの町、リトムニェジツェ（ドイツ名:ライトメリッツ）でエルベ川と合流する。この川の上流域最大の都市は、バイエルンとの国境に近いチェコの町ヘプ（ドイツ名:エーガーまたはエーゲル）である。この後、エーガー川は、エルツ山地の南側を東に向かって100kmほど流れ、ヘプの北東40kmの世界的に知られた温泉保養地カルロヴィ・ヴァリ（ドイツ名: カールスバート）を流れ下る。Kadaň（ドイツ名: カーデン）までの間、エーガー川は、エルツ山地とドパウエル山地とを分けるエーガーグラーベンと呼ばれる狭い渓谷を流れる。北ボヘミア盆地に入り、ボヘミア中低山地帯の南側でエルベ川にたどり着く。流域の著名な都市には、ジャテツ（ドイツ名: ザーツ）、ロウニ（ドイツ名: ラウン）、テレジーン（ドイツ名:テレージエンシュタット）がある。

## 水源

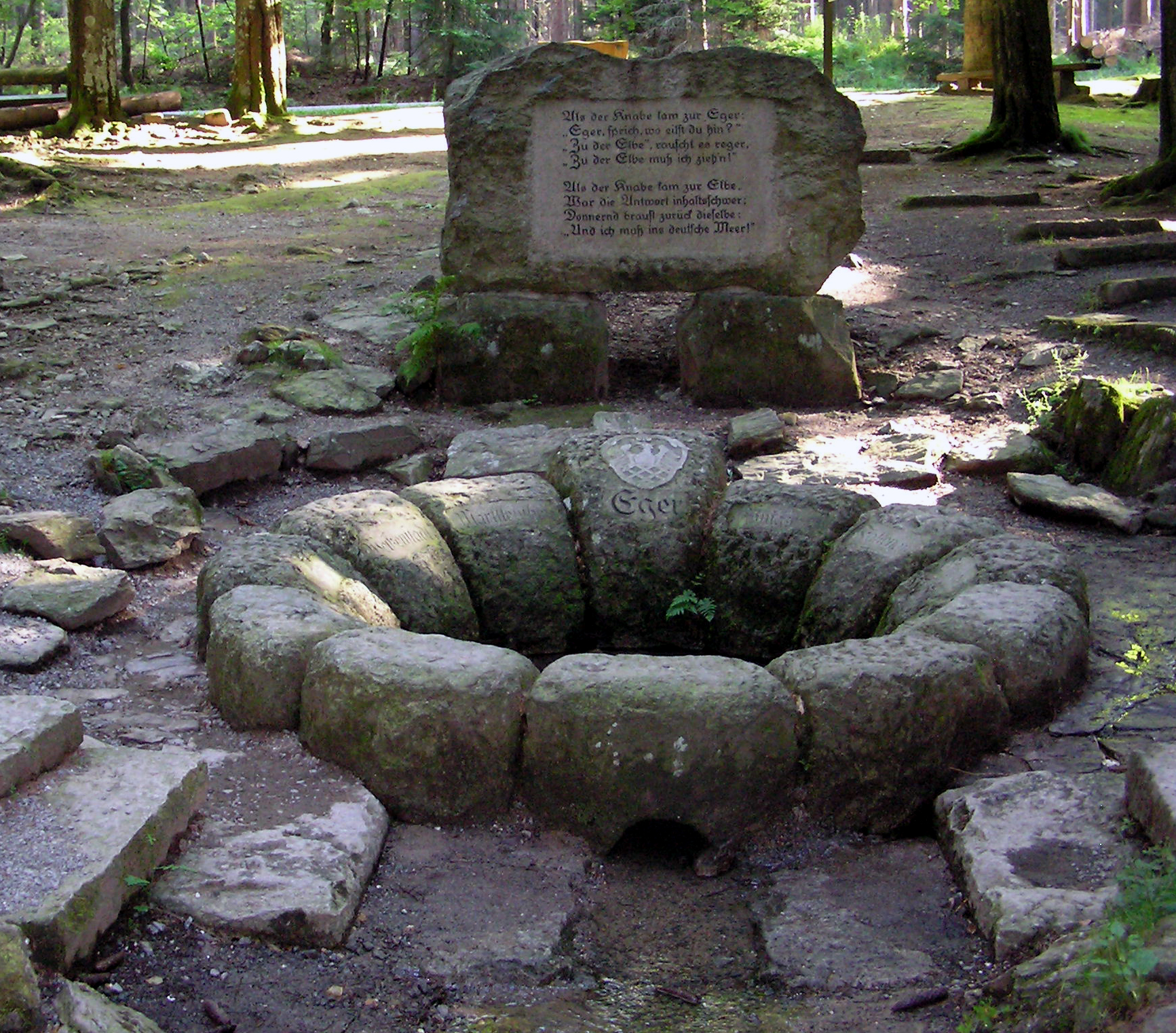
エーガー川水源

エーガー川の水源施設は、シュネーベルクの北西斜面、郡道 WUN1 ヴァイセンシュタット - ビショフスグリュン線から150mほどにあるエーガー水源公園広場がそれである。この水源には、フィヒテル山地協会の主要な遊歩道の一つである水源遊歩道を使ってもたどり着ける。最初に作られた仮設の水源を示す構造物は、「エーガー水源 1850年」と刻んだ石があるだけのものであった。現在の水源施設は、1923年にヘプが主体となって設置したものである。12個の粗く切りそろえられた花崗岩が水源をリング状に取り囲むように配置されている。他より幾分大きな要石には、「エーガー」の文字とかつての帝国都市の紋章が刻まれている。他の水源を取り囲んだ石にはそれぞれ、資金を提供した町の名、ヴァイセンシュタット、マルクトロイテン、ケーニヒスベルク、ファルケナウ、エルボーゲン、カールスバート、フィシェルン、クレステーレ、カーデン、ザーツおよびポステルベルクの名が刻まれている。水源からの水は、クレステーレの石から流れ出て、325kmの旅に出発する。1924年の聖体降臨祭の祝日に落成式が営まれた。
この水源のすぐ南側に、2つの小さな石を土台にして大きな長方形の花崗岩の板が設置されている。その板にはこう刻まれている。
Als der Knabe kam zur Eger:
„Eger, sprich, wo eilst du hin?“
„Zu der Elbe“ rauscht es reger,
„Zu der Elbe muß ich ziehn!“
Als der Knabe kam zur Elbe,
war die Antwort inhaltsschwer;
Donnernd braust zurück dieselbe:
„Und ich muß ins deutsche Meer!“
子供がエーガー川に来た時に
「エーガー川、どこまで行くのか教えておくれ」
「エルベ川までさ」ザワザワ音が答えます
「おいら、エルベ川まで行くんだ」
子供がエルベ川に来た時に
答えはすっかり大きくなった。
ゴロゴロ、ガタガタ答えます。
「それから、おいらは海まで行くよ!」
テキストは、歌曲「ポーデルザマー・ハイマートクレンゲ（ポーデルザムの故郷の歌）」（作詞：カール・ティルプ、作曲ヨゼフ・フレイヤー）の詩をわずかに改編したものである。この水源のすぐ近くにはズデーテン系ドイツ人の難民記念碑も建てられている。これは、1955年にバイロイトで行われたエーガーラントの日を記念して建立されたものである。広葉樹の林で囲まれたこの水源付近は、自然保護区域となっている。
「エーガーラント」とは、ボヘミア地方の重要なドイツ人入植地で、1945年までは、独自の豊かな民俗文化を保っていた。よく知られているものでは、たとえば、民族衣装や、エーガーラント・マーチなどがある。
ヴァイセンファイダーミューレの南、シュネーベルクの北西斜面に「アルテ・エーガー（旧エーガー川）」の水源がある。現在は、ツィンバッハ川と呼ばれるこの川が、本来のエーガー川の水源である。しかし、水源に簡単に近づくことができるという「無精な」理由から現在の水源が決められた。

## 支流
- レスラ川 （Rösla）
- Plesná （ドイツ名: フライセンバッハ川 Fleißenbach）
- Odrava （ドイツ名: ヴォントレープ川 Wondreb）
- Libocký potok （ドイツ名: ライビッチュバッハ川 Leibitschbach）
- Svatava （ドイツ名: ツヴォーダウ川 Zwodau）
- Rolava （ドイツ名: ツヴォダウ川 Zwodau）
- Teplá （ドイツ名: テプラ川 Tepla）
- Bystřice （ドイツ名: ヴィストリッツ川）
- Liboc （ドイツ名: アウバッハ川 Aubach）
- Chomutovka （ドイツ名: コメタウ川またはコモタウ川、上流部分はアシヒバッハ川とも呼ばれる Kometau, Komotau, Assigbach）